# Liste d'objets de la mythologie japonaise
- Haut – A
- B
- C
- D
- E
- F
- G
- H
- I
- J
- K
- L
- M
- N
- O
- P
- Q
- R
- S
- T
- U
- V
- W
- X
- Y
- Z

## A
- Amenonuhoko
- Azusa Yumi (en)

## G
- Gohei
- Goshintai

## H
- Heisoku
- Hitobashira

## K
- Kagura suzu
- Koma-inu
- Kusanagi

## M
- Mitamashiro

## N
- Nihon-gô

## O
- O-fuda
- Okiku
- Omamori
- Omikuji
- Onbe
- O-nenju
- Ōnusa
- Otegine (ja)

## R
- Regalia du Japon

## S
- Sessho-seki
- Shide
- Shintai
- Shimenawa

## T
- Tonbogiri
- Trois trésors sacrés
- Trois grandes lances du Japon (Tenka sansō)
- Torii

## U
- Uchide no kozuchi (en)

## Y
- Yasakani no Magatama
- Yata no Kagami